# Sluimer- of ijshaaien
De sluimer- of ijshaaien (Somniosidae) vormen een familie van haaien in de orde Squaliformes, ook bekend als de doornhaaiachtigen'.

## Geslachten
- Centroscymnus Barbosa du Bocage & Brito Capello, 1864
- Centroselachus Garman, 1913
- Scymnodalatias Garrick, 1956
- Scymnodon Barbosa du Bocage & Brito Capello, 1864
- Somniosus Lesueur, 1818
- Zameus D.S. Jordan & Fowler, 1903

Centrophoridae · Dalatiidae · Echinorhinidae · Etmopteridae · Oxynotidae · Somniosidae · Squalidae